# Kichimatsu Kishi
Pour les articles homonymes, voir Kishi (homonymie).
Kichimatsu Kishi (岸 吉松, Kishi Kichimatsu), né le 7 janvier 1872 à Niigata au Japon et décédé à l'âge de 84 ans le 15 juillet 1956 à Beaumont au Texas, est un agriculteur et entrepreneur japonais qui fonda une colonie agricole dans le sud du Texas. En plus du travail d'autres immigrants japonais, son impact sur la culture du riz dans le sud des États-Unis changea l'industrie agricole de cette région. Il est également le fondateur d'une compagnie pétrolière.

## Biographie
Kichimatsu Kishi est l'un des huit enfants du banquier Ukichi Yamamoto Kishi. Son frère est le médecin Hachitaro Kishi (1886-1936), mort dans un accident de la route alors qu'il le conduisait à un voyage d'affaires. Il étudie à l'université Hitotsubashi de Tokyo, mais quitte ses études en 1904 pour combattre dans la guerre russo-japonaise.
Il est ainsi envoyé en Mandchourie dans le nord de la Chine où il reste jusqu'à la victoire japonaise en 1905. Il avait en fait décidé de s'installer définitivement dans cette région, mais le prix excessif des terres et l'insécurité le convainquirent de rentrer au Japon. Des années auparavant, Sadatsuchi Uchida (en) (consul du Japon aux États-Unis) avait visité le sud des États-Unis en 1902 et rapporté au Japon que la culture du riz y était sous-développée, mais avait beaucoup de potentiel. À l'époque, la dense population du Japon et les terres disponibles limitées empêchaient souvent les agriculteurs japonais de posséder la terre qu'il cultivaient. Cela incite Kishi à émigrer aux États-Unis en 1906.

### Voyage aux États-Unis
Kishi cherche un terrain propice à l'agriculture et commence ses recherches en Californie, puis aux Carolines du nord et du sud, avant de trouver le terrain idéal près de la ville de Terry au centre du comté d'Orange au Texas. Situé le long du chemin de fer du Texas et de la Nouvelle-Orléans, Terry est une ville d'agriculteurs et de bûcherons où les bayous alentour peuvent être utilisés pour l'irrigation. C'est dans cette région que Kishi établit une exploitation agricole qui deviendra connue sous le nom de « colonie Kishi ». Il achète une parcelle de terre d'environ 3 500 acres (14 km²) en 1907 avec de l'argent emprunté et, l'année suivante, sa famille s'y installe et récolte pour la première fois du riz.
Plus tard, lorsque le fleuve Sabine est dragué pour permettre le passage de navires, l'eau salée du golfe voisin s'infiltre dans le bayou utilisé pour irriguer le champ de riz et détruit la récolte.
Kishi diversifie plus tard sa ferme et se met à la culture du coton, du blé, des choux et d'autres produits. La colonie Kishi attire des immigrants japonais d'autres États comme la Californie qui interdit à l'époque aux étrangers de posséder des terres.
Il devient alors courant de voir des personnes d'origines diverses, comme des Mexicains, des cajuns (francophones de Louisiane) ou des Afro-américains, travailler dans la colonie. Après le vote de la loi sur la propriété foncière des étrangers de Californie de 1913 (en), de nombreux Japonais émigrent au Texas. Une hostilité croissante naît alors contre cette communauté, alors qu'elle est bien accueillie au départ. Le conseil législatif du Texas vote une loi similaire, mais les Japonais-texans ont alors assez d'influence politique pour l'affaiblir et maintenir la propriété sur leurs terres.

### Investissements dans le pétrole
La découverte de pétrole sur la propriété de Kishi en 1919 attire l'intérêt de l'amiral Isoroku Yamamoto qui visite les installations de productions pétrolières américaines en 1921 en raison de la taille croissante de la marine japonaise. Sa rencontre avec Kishi contribue à susciter son intérêt pour la formation de la compagnie pétrolière d'Orange. À la suite d'années de réussite, Kishi accumule assez d'économies pour rembourser ses créanciers et continue à acheter des terres. Yamamoto revisite sa propriété en 1924 et découvre une production pétrolière qui se porte bien.
Cependant, quelques années plus tard, les puits se tarissent et la production de pétrole s'arrête en 1925. De plus, la Grande Dépression a ensuite un grand impact négatif sur la colonie Kishi. Les maladies des cultures ainsi que les intempéries détruisent les productions de la ferme. En septembre 1931, les terres de Kishi sont saisies par la banque. Son fils, Taro, qui travaille dans une entreprise de transport maritime japonaise, aide sa famille à acheter une petite ferme du comté d'Orange. La famille Kishi parvient également à louer une partie de ses anciennes terres.
Des années plus tard, Kichimatsu Kishi est arrêté par les autorités et détenu deux mois au camp Kenedy près de San Antonio après l'attaque de Pearl Harbor, en raison surtout de ses contacts avec Yamamoto. Grâce à l'influence d'hommes d'affaires importants d'Orange, comme les familles Stark ou Sims, il est libéré sans conditions.

## Taro Kishi
Taro Kishi, le fils de Kichimatsu, deviendra le premier étudiant asiatique de l'université A&M du Texas. En tant que joueur de football américain, Taro Kishi aide l'établissement à gagner le championnat de la conférence du sud-ouest (en) et est l'un des premiers grands athlètes APA. Il est diplômé d'agriculture en 1926.

## Le cimetière Kishi
Le cimetière de la colonie Kishi est établi afin d'inhumer les colons japonais du Texas bien que des personnes de toutes origines y soient enterrées. La première inhumation a lieu en mai 1910 après la mort du colon Tamihachi Toba dans un accident agricole.

## Reconnaissance et controverse
La commission historique du Texas place une plaque commémorative sur la route FM 1135 au sud-est de Vidor en reconnaissance des réalisations de Kishi et de sa colonie dans la région. Dans le même secteur, une route du centre du comté d'Orange est nommée voie jap en l'honneur de l'impact positive de l'immigration japonaise sur l'agriculture de la région. Néanmoins, le terme Jap est aujourd'hui considéré comme une injure raciale et le nom de la route est l'objet de critiques de groupes de défense des droits civils. En juillet 2005, le comté d'Oragne renomme la route en voie Duncanwoods, voie japonaise et voie cajune. En 2007, la route FM 1135 est renommé route Kishi et un monument commémoratif est placé au bord.